# Clementinum

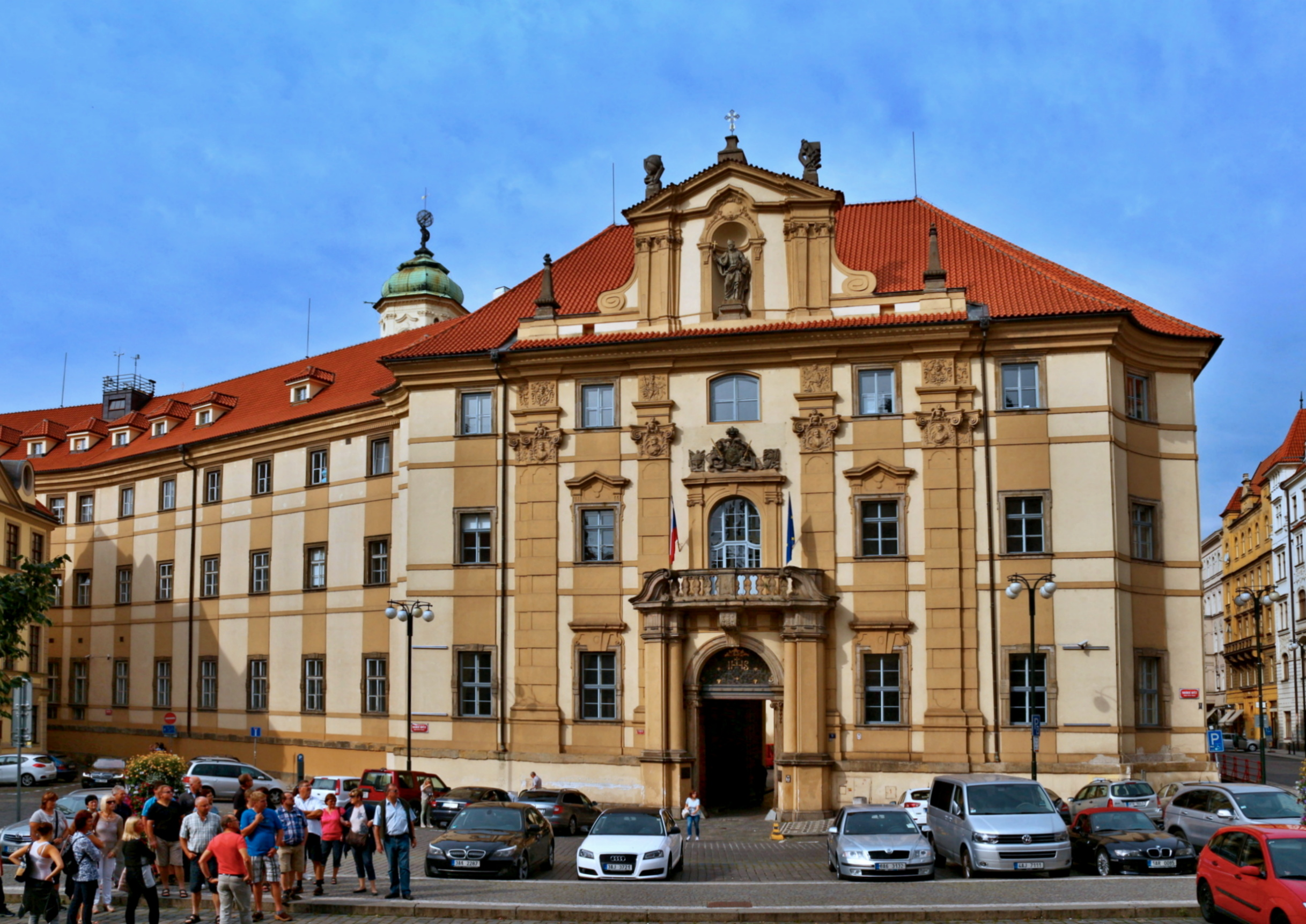
Het Clementinum

Het Clementinum (Tsjechisch: Klementinum) is een voormalig jezuïetencollege in Praag. Thans huisvest het onder meer de Nationale Bibliotheek van Tsjechië (Národní knihovna České republiky).
Het barokke gebouwencomplex van het Clementinum is het op een na grootste in Praag. Het kwam tot stand, nadat de jezuïetenorde zich in 1556 op uitnodiging van keizer Ferdinand I in de stad had gevestigd. Zij werden aanvankelijk in een dominicanerklooster gehuisvest dat de naam van paus Clemens I droeg. In 1616 kreeg het Clementinum de status van universiteit. In 1654 werd het Clementinum samengevoegd met de Karelsuniversiteit.
De bouw van het huidige Clementinum was in 1653 begonnen en zou tot 1722 duren: voor het complex moest een hele buurt wijken. Het omvat onder meer de Sint-Clemenskerk en de Sint-Salvatorkerk, een barokke bibliotheekzaal en een sterrenwacht. Na de liquidatie van de jezuïetenorde in 1773 kwam het gebouw in staatshanden. Sinds 1781 is de Nationale Bibliotheek er gevestigd.
In het Clementinum bevindt zich het eerste Mozarteum van de wereld: het dateert uit 1837. Ter ere van Mozart zijn er geregeld klassieke concerten in de Muziekkamer en in de Muziekkapel.

## Sterrenwacht
In 2000 werd de toren van de sterrenwacht geopend voor het publiek. Energieke bezoekers kunnen de 200 treden tellende trap beklimmen en uitzien over de stad.
De toren heeft een belangrijke rol gespeeld bij de ontwikkeling van de Tsjechische astronomie. Het Clementinum was de plek waar zowel Tycho Brahe als Johannes Kepler tussen 1600 en 1612 nauwkeurig de posities van de planeten bestudeerd hebben. In 1612 publiceerden zij over het resultaat van hun gebundelde krachten, de wetten van Kepler. Isaac Newton zou Keplers wetten hebben gebruikt voor de revolutionaire wet van de zwaartekracht.